# Nanwalek, Alaska
Nanwalek, Alaska (енгл. Nanwalek) насељено је место без административног статуса у америчкој савезној држави Аљаска.

## Демографија
По попису из 2010. године број становника је 254, што је 77 (43,5%) становника више него 2000. године.
| Група             | 2000.     | 2010.     |
| Белци             | 11 (6,2%) | 25 (9,8%) |
| Афроамериканци    | 0 (0,0%)  | 0 (0,0%)  |
| Азијати           | 0 (0,0%)  | 0 (0,0%)  |
| Хиспаноамериканци | 2 (1,1%)  | 5 (2,0%)  |
| Укупно            | 177       | 254       |